# Fort Peck Indian Reservation

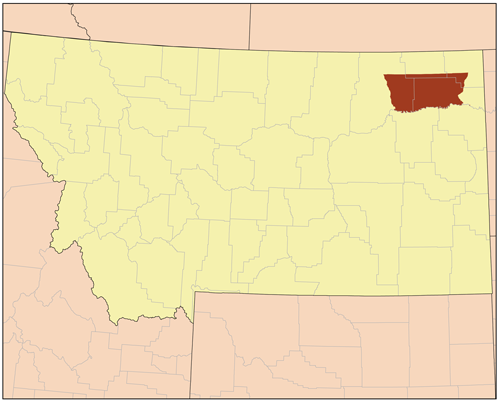
Lage des Fort-Peck-Reservats in Montana

Die Fort Peck Indian Reservation ist ein Indianerreservat der Assiniboine (Nakoda) und Sioux (Dakota und Lakota) nahe Wolf Point im Nordosten des US-Bundesstaates Montana. Es ist das zweitgrößte Reservat in Montana. Verwaltungssitz der Assiniboine & Sioux Tribes ist Poplar.

## Geographie
Das Reservat hat eine Fläche von 2.093.318 Acres (rd. 8471 km²).
Es liegt 40 Meilen westlich des Bundesstaats North Dakota und 50 Meilen südlich der kanadischen Grenze. Im Süden begrenzt der Missouri River das Reservatsgebiet.

## Geschichte
Nach dem Sezessionskrieg (1861–1865) verbündeten sich westwärts gewanderte Gruppen von Dakota und Lakota mit Assiniboine (Nakoda) und zogen in das Gebiet nahe dem Milk River (Missouri River). Im Jahr 1888 legte der US-Kongress die heutigen Reservatsgrenzen fest.
Mit dem Fort Peck Allotment Act von 1908 wurde das Reservatsland parzelliert und privatisiert. Den Indianern wurden Wald- und Anbau- und Weideflächen zugeteilt, weitere Parzellen wurden für öffentliche Einrichtungen und Eisenbahnstrecken reserviert. Die übrige Landfläche wurde für nicht-indianische Siedler freigegeben. Weniger als die Hälfte der Reservatsfläche ist in indianischem Besitz.

## Bevölkerung
Je nach Quelle gibt es etwa 10.700 bis 13.382 eingetragene Assiniboine- und Sioux-Stammesmitglieder (enrolled members). Davon leben rund 3900 Stammesmitglieder außerhalb des Reservats. Assiniboine machen etwas mehr als ein Drittel aus.
Alle Städte im Fort-Peck-Reservat liegen entlang des Missouri. Wolf Point ist mit 4000 Einwohnern die größte Stadt im Reservat und zugleich dessen Handelszentrum. Die zweitgrößte Stadt ist Poplar, Sitz der indianischen Verwaltung.
Weitere Städte sind Frazer, Oswego, Brockton, Riverside und Fort Kipp.

## Wirtschaft
Poplar beherbergt einen der größten Industrieparks in Montana, unter anderem mit Metallherstellung und Textilproduktion. Andere Gewerbe wie Elektronikhersteller sind ebenfalls im Reservat vertreten. Auch Ackerbau, Vieh- und Ölgewinnung spielen eine wirtschaftliche Rolle im Fort-Peck-Reservat.
Die Arbeitsplätze des Fort-Peck-Reservats sind in Viehzucht, Rohstoffabbau (mining) und Landwirtschaft angesiedelt. Verschiedenen Angaben zufolge ist jeder zweite bis dritte Indianer im Reservat arbeitslos. Die Armutsquote liegt mit rund 25 % deutlich über dem amerikanischen Durchschnitt.

### Wasserrechte
Seit den 1970er Jahren finden in Montana Verhandlungen zur Klärung der Wasserrechte statt. Als erster Indianerstamm in Montana schlossen 1985 die Assiniboine und Sioux für das Fort-Peck-Reservat ein Wasserrechtsabkommen (Water Rights Compact, oft einfach „Compact“ genannt) ab. Demnach ist es dem Reservat erlaubt, 1 Million acre feet (rd. 1,2 Milliarden m3) Wasser vom Missouri und dessen Nebenflüssen abzuzweigen.

## Bildung
Das 1979 gegründete Fort Peck Community College bietet einjährige Kurse und einen Associate Degree in Kunst und Wissenschaft (Arts and Sciences).

## Politik
Gemäß der Stammesverfassung (Constitution & By-laws of the Fort Peck Assiniboine & Sioux Tribes of the Fort Peck Reservation) wird das Reservat vom Fort Peck Tribal Executive Board des Stammes regiert. Es besteht aus einem Vorsitzenden, einem stellvertretenden Vorsitzenden, einem Secretary/Buchhalter, einen Sergeant-at-Arms und zwölf Beisitzern. Bis auf den Secretary-Accountant werden alle Mitglieder jeweils für eine zweijährige Amtszeit gewählt.
Mitglieder der Wahlperiode 2023–2025 sind:
- Vorsitz: Justin Gray Hawk Sr.
- Stellvertretender Vorsitz: Charles „Charlie“ Headdress
- Secretary/Accountant:
- Sergeant-at-Arms: Bruce „Cubby“ Damon
- Beisitzer:
  - Melvin „Terry“ Rattling Thunder Sr.
  - Dana Buckles
  - Roxanne Gourneau
  - Stacey Summers
  - Bryce Kirk
  - Lawrence Hamilton Jr.
  - Carolyn Bighorn-Brugh
  - Rita Weeks
  - Marva Chapman
  - Benjamin „BJ“ Johnson
  - Jestin Dupree
  - Wayne Martell